# Eulenbach (Gemeinde Vitis)
Eulenbach ist eine Katastralgemeinde und ein Ort in der Marktgemeinde Vitis im Bezirk Waidhofen an der Thaya in Österreich. 2001 hatte der Ort eine Bevölkerung von 149 Personen.

## Geografie
Die Katastralgemeinde Eulenbach liegt im Westen des Gemeindegebietes von Vitis und grenzt im Osten an die Katastralgemeinde Heinreichs und im Süden an die Katastralgemeinde Großrupprechts. Zudem grenzt Eulenbach im Westen an die Gemeinde Schrems (Katastralgemeinden Kurzschwarza, Langschwarza und Gebharts) und im Norden an die Gemeinde Heidenreichstein (Katastralgemeinde Guttenbrunn). Der Ort Eulenbach selbst liegt rund 3,5 Kilometer nordwestlich von Vitis.

## Geschichte
Der Ortsname Eulenbach wurde erstmals 1417 im Urbar von Hardegg, Pulkau, Schrems als „Eybenpach“ urkundlich erwähnt, wobei der Ortsname vom „Bach, an dessen Ufern Eiben wachsen“ abgeleitet wird. Eulenbach, das 1417 aus sechs Lehen, zwölf Halblehen, zwölf Zustätten und einer „Zuherberg“ bestand gehörte mit seiner Grund-, Orts- und Landesgerichtsobrigkeit ursprünglich zur Herrschaft Schrems. 1598 wechselte der Besitz an Meires, 1675 kam die Herrschaft an Hirschbach (Niederösterreich) und schließlich 1762 zurück an Schrems. Vor Aufhebung der Grundherrschaft bestand der Ort aus drei Lehenhäusern und vierzehn Halblehen sowie zwölf Hofstätten, einem Achtellehen und sechs Kleinhäusern. Zudem verfügte der Ort zu dieser Zeit über das ehemals herrschaftliche Wirtshaus, das ehemalige Halterhaus und spätere Armenhaus und eine Gemeindeschmiede. 1928 existierten Gastwirt und Schmiede noch, zudem war ein Schneider im Ort ansässig. Laut Adressbuch von Österreich waren im Jahr 1938 in der Ortsgemeinde Eulenbach ein Gastwirt, ein Schmied, ein Schneider und mehrere Landwirte ansässig. Währenddessen stieg die Anzahl der Häuser in Eulenbach nahezu kontinuierlich von 31 Häusern im Jahr 1591/91 auf 53 Häuser im Jahr 2000 an.

## Bevölkerungsentwicklung
Die Einwohnerzahl hatte 1848 ihren Höchststand. Seitdem verlor Eulenbach nahezu 40 % seiner Einwohner.

## Verbauung

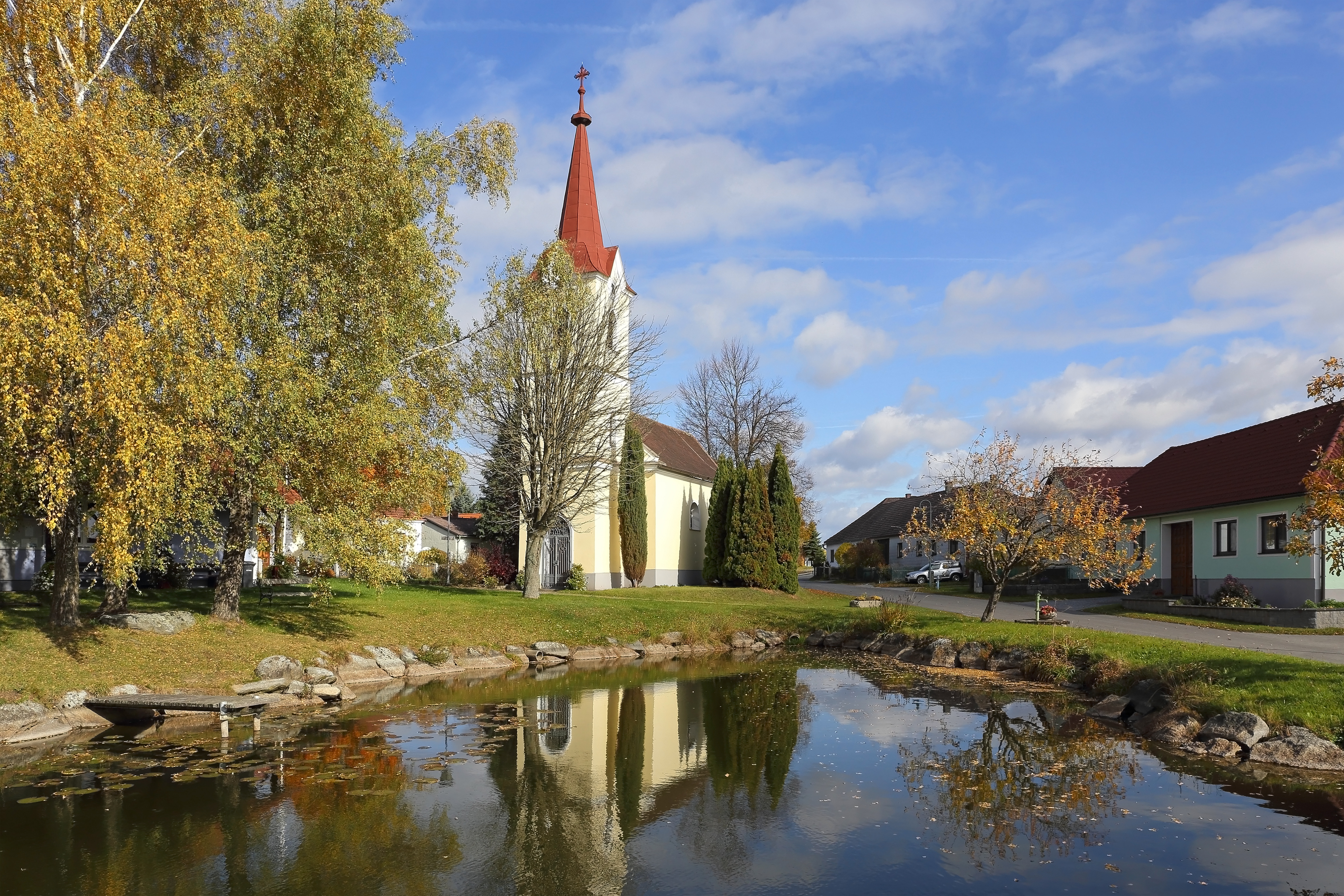
Ortskapelle Eulenbach

Eulenbach wurde als Längsangerdorf mit Gartenäckern angelegt, wobei der Anger mit der Zeit großteils verbaut wurde. Der Ort besteht großteils aus Drei- und Vierseithöfen, wobei einige Häuser im südlichen Ortsteil und am nördlichen Ortsausgang über Putzfassaden aus dem 19. Jahrhundert verfügen.

## Sehenswürdigkeiten
- Katholische Ortskapelle Eulenbach hl. Anna